# Ястарня
Ястарня (пол. Jastarnia, кашуб. Jastarniô) — город в Польше, входит в Поморское воеводство,  Пуцкий повят. Расположен на Хельской косе. Имеет статус городской гмины. Занимает площадь 8 км². Население — 3068  человек (на 2007 год).
В лагере Академического морского союза в Ястарне обучался писатель, журналист и путешественник Леонид Телига.